# ادوارد گوردون کریگ
ادوارد گوردن کریک (۱۶ ژانویه ۱۸۷۲ - ۲۹ ژوئیه ۱۹۶۶) که بعضی اوقات با نام گوردون کریگ شناخته می‌شود؛ بازیگر کارگردان و طراح صحنه انگلیسی است. مادر وی بازیگر معروف الن تری است.

## زندگی و خانواده

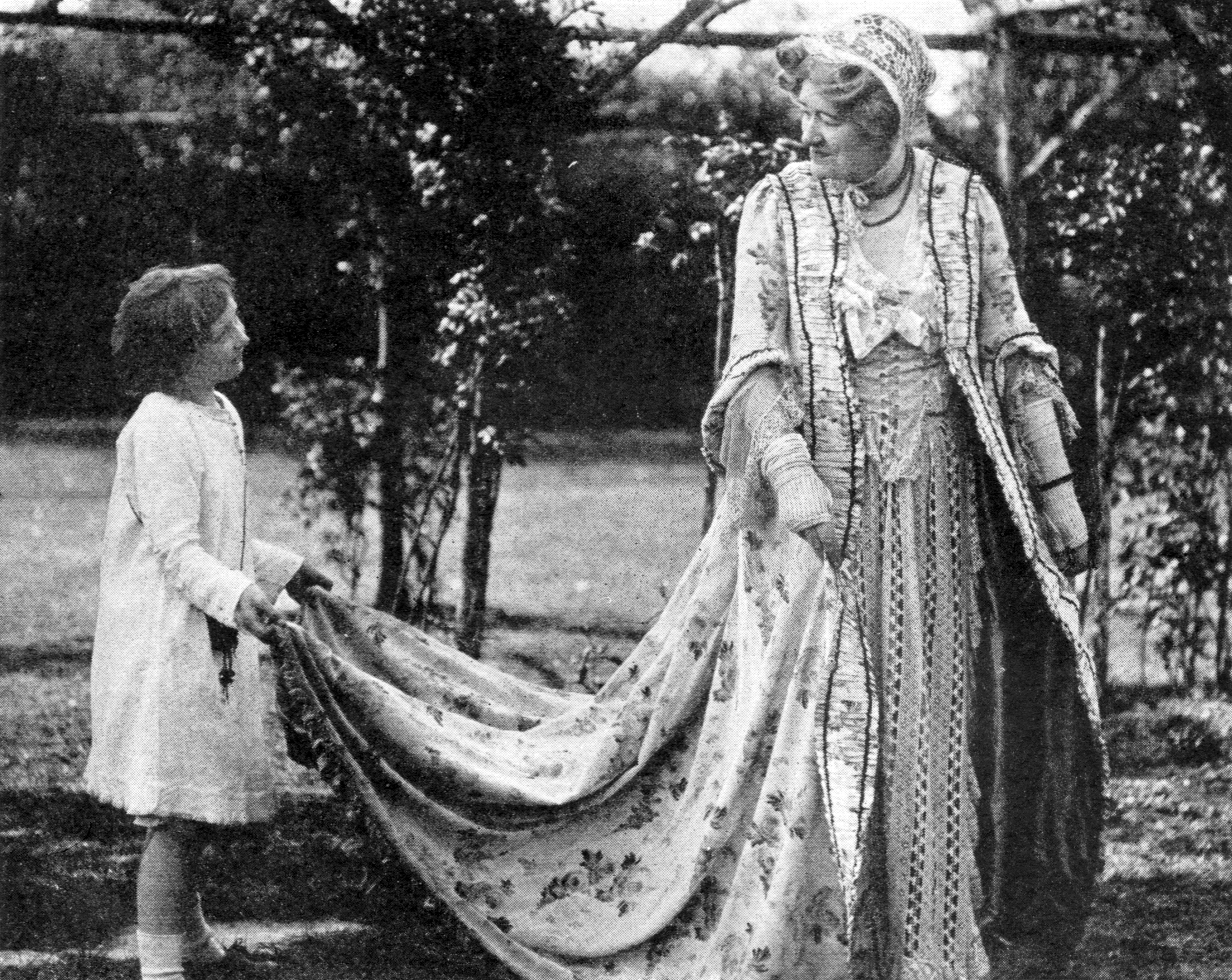
عکس الن تری در باغش با نوه اش

پدر و مادر گوردون کریگ خیلی زود از یکدیگر جداشده بودند اما او دوران کودکی خود را در محیطی رؤیایی و سرشار از لذت و شور کودکی سپری کرده‌است. کریگ به‌عنوان یک نوجوان، هرگز تحصیلات کلاسیک و مداومی نداشت و همواره دوستان و آشنایانش در مقام معلم و استاد، ایده و افکار او را پرورده و منسجم می‌کردند. کریگ در هفده‌سالگی در جستجوی مهارت و کار حرفه‌ای خویش بود پس دنباله راه مادرش الن تری یعنی بازیگری را ادامه داد. او در طول تمام دوران بازیگری، طراحی صحنه و کارگردانی، همواره از حمایت‌های مالی و هنری بی‌دریغ مادر بهره‌مند بود. این دل‌بستگی و علاقه به مادر تا زمانی که انگلستان را در سال ۱۹۰۵ ترک کرد، رشتهٔ اتصال او به خانواده و بستگانش بود.

## حرفه
انتقال از دنیای بازیگری به صحنه‌پردازی و کارگردانی به‌تدریج و قدم‌به‌قدم صورت گرفت. در واقع او به‌تدریج از قدرت فوق‌العادهٔ رؤیاها و تصوراتش در بیان ایده‌های نوین طراحی آگاهی یافت و درصدد عینیت بخشیدن به آن‌ها برآمد. سرانجام، نتیجهٔ سال‌های فعالیت و مطالعات سخت درزمینهٔ طراحی، تهیه و تحقیق منجر به انتشار کتاب هنر تئاتر در سال ۱۹۰۵ شد. کریگ ترجیح می‌داد تا ابداعات و نوآوری‌های خود را درزمینهٔ تئاتر به‌صورت مکتوب ارائه دهد.

## ایده‌ها
کریگ، تئاتر را ترکیبی از پنج عامل -۱ حرکت،۲ کلام،۳ خط،۴ رنگ،۵ ریتم می‌دانست. او هیچ‌یک از این عوامل را برتر از دیگری نمی‌دانست و معتقد به ترکیب متعادلی از آن‌ها بود. منتهی تجلی این عناصر را در وجود کارگردان می‌دید و او را بالاتر از همه همچون یک رهبر ارکستر می‌انگاشت.
ایدهٔ ابر عروسک مربوط به گوردون گریک است و او در این ایده چون می‌خواهد به بازیگرانی دست پیدا کند که نتوانند دروغ بگویند از ابر عروسک یا عروسک ماریوننت استفاده می‌کند. او اعتقاد داشت که همواره خود بازیگر مانعی است برای هدایت بازیگر و در آرزوی ئاتری بود که در آن از ابر ماریونت فوق عروسک استفاده کند و این عروسک برتر، جدا از من بازیگر همه نیازهای صحنه تئاتر را بر آورد.

## آثار
- هنر تئاتر
- نقاب
- هملت در تئاتر هنری مسکو
- تئاتر و هنر اجرا